# Grantia beringiana
Grantia beringiana är en svampdjursart som beskrevs av Hozawa 1918. Grantia beringiana ingår i släktet Grantia och familjen Grantiidae. Inga underarter finns listade i Catalogue of Life.